# Lapsus
Lapsus je nesvjesna greška u govoru ili pismu. Po Freudu, u njegovoj ranoj teoriji psihoanalize, lapsus predstavlja djelo koje ukazuje na podsvjesnu želju.
U literaturi spominju se tri vrste lapsusa ovisno o načinu komunikacije:
- Lapsus calami (izg. lȃpsus kȁlami): lapsus u pismu (tipfeler)
- Lapsus linguae (izg. lȃpsus lȉngve): lapsus u govoru
- Lapsus memoriae (izg. lȃpsus memòrie): lapsus memorije, sjećanja